# Productalius tritaeniellus
Productalius tritaeniellus är en fjärilsart som beskrevs av Antoine Fortuné Marion 1954. Productalius tritaeniellus ingår i släktet Productalius och familjen Crambidae. Inga underarter finns listade i Catalogue of Life.